# Eremodaucus lehmannii
Eremodaucus lehmannii là một loài thực vật có hoa trong họ Hoa tán. Loài này được Bunge mô tả khoa học đầu tiên năm 1843.